# Mathieu Joseph d'Arbonneau
Pour les articles homonymes, voir Arbonneau.
Mathieu Joseph d'Arbonneau, né le 1er octobre 1750 à Limoges et mort le 21 juin 1813 à Abjat, commune de Janailhac (Haute-Vienne), est un général français de la Révolution commandant la cavalerie.

## État de service

### Ancien Régime
Garde du corps du roi à la compagnie de Noailles le 14 avril 1771, il obtint le rang de capitaine de cavalerie le 14 avril 1786, et est réformé avec le corps en 1791.

### Guerres de la Révolution française
Il passe capitaine dans la garde nationale de Limoges en 1791, et il en devient major le 12 août 1791.
Le 1er octobre 1791, il est nommé lieutenant-colonel, commandant en chef le 1er bataillon de volontaires de la Haute-Vienne, tout d'abord à l'armée du Centre, puis à l'armée des Ardennes en 1792 et 1793. Il sert à la prise de Namur, puis en Belgique. Nommé général de brigade le 15 mars 1793, il est employé à l'armée des côtes de Brest le 15 mai 1793, puis à l'armée des Pyrénées orientales sous Dagobert il commande à Mont-Louis le 7 août 1793, et se signale au combat du col de la Perche le 28 août. Il commande encore à Puycerda du 29 août au 13 novembre 1793, lorsqu'il est dénoncé par l'administration du département de l'Ariège, et suspendu de ses fonctions le 25 octobre 1793. Il quitte son commandement le 13 novembre.
Au 1er avril 1801, il n'a pas encore obtenu sa retraite. Il est élu candidat au Corps législatif pour l'arrondissement de Saint-Yrieix en 1809, mais n'est pas choisi par le Sénat. Il meurt le 21 juin 1813 à Abjat à l'âge de 63 ans.

## Source
George Six : Dictionnaire des généraux de la Révolution et de l'Empire